# Sas Gyula
Sas Gyula, született Spieldener Gyula (Budapest, 1940. április 12. – Budapest, 2020. március 31.) egyszeres magyar bajnok labdarúgó, hátvéd.

## Pályafutása
1959 és 1962 között az MTK labdarúgója volt. 1962 és 1963 között a Vasasban szerepelt. Az 1964-es idényben a Debreceni VSC együtteséhez igazolt. 1965-ben visszatért a Vasashoz és a bajnokcsapat tagja volt. 1966 és 1967 között a Tatabányai Bányász játékosa volt.

## Sikerei, díjai
- Magyar bajnokság
  - bajnok:  1965
  - 3.: 1960–61